# Asdin El Habbassi
Asdin El Habbassi (* 5. Dezember 1986 in Hallein) ist ein österreichischer Politiker (ÖVP). Von 2013 bis 2017 war er Abgeordneter zum österreichischen Nationalrat.

## Leben
Von 1993 bis 1997 besuchte El Habbassi die Volksschule St. Andrä in Salzburg. Danach besuchte er bis 2001 das Europagymnasium Salzburg-Nonntal und ab 2001 die Handelsakademie II in Salzburg, wo er 2006 maturierte. Nach absolviertem Präsenzdienst in Salzburg studierte er an der Fachhochschule Salzburg Betriebswirtschaft und schloss das Studium 2012 mit dem Titel Bachelor of Arts in Business ab. Daneben war er bereits ab 2007 Trainer und Seminarleiter, 2007 arbeitete er als Assistent bei Gastveranstaltungen im Messezentrum Salzburg, 2010 war er im Key-Account-Management bei DailyDeal.at
tätig, 2010 war er im Produktmanagement bei den Salzburger Nachrichten tätig.
Bereits während seiner Schulzeit war er als Landesobmann der Salzburger Schülerunion tätig, weiters war er BMHS-Landesschulsprecher in Salzburg. Von 2009 bis 2012 war er Mitglied im Landesvorstand der Jungen Volkspartei Salzburg sowie auch im Bundesjugendvorstand. Von 2012 bis 2014 war er Landesobmann der Jungen Volkspartei Salzburg und von 2012 bis 2017 stellvertretender Bundesobmann. Am Landestag des ÖAAB Salzburg 2014 wurde er zum neuen Landesobmann des ÖAAB Salzburg gewählt. Von 2013 bis 2017 war er Abgeordneter zum Nationalrat.
Der gebürtige Salzburger mit marokkanischen Wurzeln bezeichnet sich als praktizierender und liberaler Moslem, der fünfmal am Tag betet, keinen Alkohol trinkt und den Ramadan einhält.

## Belege
1. ↑  „Mit dem Kreuz in der Schule habe ich kein Problem“. In: Kleine Zeitung. 22. Juni 2013, abgerufen am 17. Mai 2017.

| Personendaten    | Personendaten                                                  |
| ---------------- | -------------------------------------------------------------- |
| NAME             | El Habbassi, Asdin                                             |
| KURZBESCHREIBUNG | österreichischer Politiker (ÖVP), Abgeordneter zum Nationalrat |
| GEBURTSDATUM     | 5. Dezember 1986                                               |
| GEBURTSORT       | Hallein                                                        |